# Atlantic Petroleum
Atlantic Petroleum P/F es una empresa de petróleo y gas situada en las Islas Feroe. Participa en la exploración de la plataforma continental de las Islas Ferore y en aguas mar adentro de Irlanda, y en la exploración, evaluación y desarrollo del sector del Reino Unido del Mar del Norte.

## Historia
Atlantic Petroleum fue fundada en 1998 por 18 inversores privados feroeses. Se convirtió en la primera empresa feroesa de la bolsa. En junio de 2005 Atlantic Petroleum fue listada en la bolsa de Islandia (ICEX) y en octubre de 2006 en la bolsa de Copenhague.

## Operaciones
En 2001, Atlantic Petroleum asociado con Amerada Hess, BG Group y DONG Energy adquirió dos licencias de exploración en la plataforma continental del Reino Unido. Después fueron adquiridos cuatro activos más en la plataforma continental británica. Estos activos incluyen entre sus intereses los campos petrolíferos de Ettrick, Chestnut, y Blackbird.  En 2009, Atlantic Petroleum renunció a su participación en la empresa de prospección Anglesey en el sector del Reino Unido del mar del Norte.
En 2005, Atlantic Petroleum adquirió dos licencias de exploración en aguas de las Islas Feroe. En aguas irlandesas, Atlantic Petroleum tiene intereses en los campos de Helvick, Hook Head y Ardmore.